# 葉相德
葉相德（？—1769年），中國清朝武官官員，浙江歸安縣人。
乾隆四年（1739年）武進士出身。歷官福建漳州鎮標中營守備、福建督標水師營參將、福建閩安水師副將等職。乾隆二十二年（1757年）擔任澎湖水師協副將。曾带兵参加清缅战争。乾隆三十四年（1769年）任臺灣鎮總兵。卒贈太子少保，諡壯果。